# 上野彰吾
上野 彰吾（うえの しょうご、1960年9月24日 - ）は、日本の撮影監督。日本映画撮影監督協会（J.S.C.）会員。

## 経歴
明治大学文学部文学科卒業後、1983年にっかつ撮影所に入社。
2003年日活株式会社を退社し、以降フリーとして活動。

## 主な作品

### 映画
撮影助手
- メイン・テーマ （1984年）
- それから （1985年）
- そろばんずく （1986年）
- マルサの女 （1987年）
- マルサの女2 （1988年）
- 悲しい色やねん （1988年）
- スウィートホーム （1989年）

撮影
- RUNNING HIGH （1989年）
- ウィリアム・テロル,タイ・ブレイク （1994年）
- 平成無責任一家 東京デラックス （1995年）
- クレイジー・コップ 捜査はせん! （1995年）
- 残雪 （1995年）
- 渚のシンドバッド （1995年）
- シークレットワルツ （1996年）
- 月とキャベツ （1996年）
- KOKKURI こっくりさん （1997年）
- 悪の華 （1997年）
- マルタイの女 （1997年）
- コキーユ-貝殻- （1999年）
- 洗濯機は俺にまかせろ （1999年）
- きみのためにできること （1999年）
- 張り込み （2001年）
- コンセント （2002年）
- 石山飯店 （2002年）
- ハッシュ! （2002年）
- ごめん （2002年）
- オー・ド・ヴィ （2003年）
- 星に願いを。 （2003年）
- キープ・オン・ロッキン （2003年）
- バーバー吉野 （2004年）
- 天国の本屋〜恋火 （2004年）
- ほたるの星 （2004年）
- ミラーを拭く男 （2004年）
- いらっしゃいませ、患者さま。 （2005年）
- 欲望 （2005年）
- 地下鉄に乗って （2006年）
- 早咲きの花 （2006年）
- Dear Friends （2007年）
- 天国は待ってくれる （2007年）
- プラスワン OUT THE POOL （2006年）
- 象の背中 （2007年）
- ぐるりのこと。 （2008年）
- ひゃくはち （2008年）
- 青い鳥 （2008年）
- BABY BABY BABY! -ベイビィ ベイビィ ベイビィ- （2009年）
- ちゃんと伝える （2009年）
- つむじ風食堂の夜 （2009年）
- 時をかける少女 （2010年）
- ラムネ （2010年）
- 三色映画『嘘つき女の明けない夜明け』『そぼろごはん』 （2010年）明日やること ゴミ出し 愛想笑い 恋愛。 （2010年）
- スノーフレーク （2011年）
- 乱反射 （2011年）
- 王様ゲーム （2011年）
- 幸運の壺 Good Fortune （2012年）
- シグナル〜月曜日のルカ〜 （2012年）
- サンライズ・サンセット （2013年）
- ゼンタイ （2013年）撮影・照明
- 燦燦 さんさん （2013年）撮影監督
- スイートハート・チョコレート（甜心巧克力） （2013年）
- 父のこころ （2014年）撮影監督
- プリンシパル〜恋する私はヒロインですか？〜 （2018年）撮影監督
- 信虎（2021年）

製作
- 草の上の仕事 （1993年）

### テレビドラマ
- パートタイム探偵 （2004年、テレビ東京）[2]
- TOKYO23〜サバイバルシティ （2010年、WOWOW）[2]
- 尋ね人 （2012年、WOWOW）

### オリジナルビデオ
- 白百合女学園洋弓部 白銀の標的 （1991年）

## 受賞歴
- 1989年 ぴあフィルムフェスティバル：審査員特別賞（RUNNING HIGH）[2]
- 1993年 神戸国際インディペンデント短編映画祭：グランプリ（草の上の仕事）[2]